# All the Way Up (песня Fat Joe и Remy Ma)
«All the Way Up» — хип-хоп песня американских рэперов Fat Joe и Remy Ma, при участии американских рэперов Френч Монтаны и Infared. Она была выпущена 2 марта 2016 года лейблами RNG (Rap’s New Generation) и EMPIRE, как первый сингл из первого совместного альбома Plata O Plomo. Продюсерами выступили Edsclusive и Cool & Dre, запись песни проходила на студии Diamond District Studios Дуэйном Шиппи илл Уэйно в Нью-Йорке, штат Нью-Йорк. На 59-й церемонии «Грэмми» она была номинирована лучшее рэп-исполнение и лучшую рэп-песню.

## Музыкальное видео
Музыкальное видео вышло 26 марта 2016 года на YouTube-аккаунте Fat Joe’s на Vevo. В видео появились муж Remy Ma’s Papoose, DJ Khaled, Fred the Godson и Фарид Банг.

## Позиции в чартах
Песня достигла 27-го места в чарте Billboard Hot 100. Это первая песня Fat Joe, попавшая в топ-40 со времён е5сни «I Won't Tell», при участии J. Holiday, а также единственная песня Remy Ma, как сольной артистки, попавшая в топ-40 и второй большой хит Френч Монтаны. Во Франции песня достигла 85-го места, став первой песней Fat Joe, попавшей в чарты этой страны со времён песни «What's Luv?» при участии Ашанти. В феврале 2021 года песня получила 3-х платиновый статус от Американской ассоциации звукозаписывающих компаний за продажи эквивалентные трём миллионам копиям в США.

## Список композиций
- Digital download[3]

1. «All the Way Up» (Explicit) (Fat Joe and Remy Ma featuring French Montana and Infared) — 3:11

- Digital download (Remix)[4]

1. «All the Way Up» (Remix) (Fat Joe, Remy Ma and Jay Z featuring French Montana and Infared) — 4:44

- Digital download (EDM Remix)[5]

1. «All the Way Up» (EDM Remix) (Fat Joe, Remy Ma, David Guetta and Glowinthedark featuring French Montana and Infared) — 3:31

- Digital download (Westside Remix)[6]

1. «All the Way Up» (Westside Remix) (Fat Joe, Remy Ma, Snoop Dogg, the Game and E-40 featuring French Montana and Infared) — 5:17

- Digital download (Asian Remix)[7]

1. «All the Way Up» (Asian Remix) (Fat Joe and Remy Ma featuring Jay Park, AK-69, Daboyway, SonaOne and Joe Flizzow) — 4:50

- YouTube stream (BangerMusik Remix)[8]

1. «All the Way Up» (BangerMusik Remix) (Fat Joe featuring Farid Bang, Kollegah, Summer Cem and Seyed) — 2:54

## Ремиксы
В официальном ремиксе присутствуют новые куплеты от Fat Joe и Remy Ma, включая дополнительный куплет от Jay-Z. Рэперы Мик Милл, Fabolous и Jadakiss также записали ремикс на песню. Рэпер Papoose, который является мужем Remy Ma, записал фристайл. 27 мая 2016 года вышел официальный ремикс от Давида Гетта и Glowinthedark. Также был выпущен Westside remix при участии Snoop Dogg, the Game и E-40. В реггетон-ремиксе присутствуют куплеыт от Дэдди Янки и Ники Джема. Также вышел немецкий «BangerMusik» remix с Фаридом Баргом, Summer Cem, Kollegah и Seyed. Также вышел Asian remix, при участии Джея Парка, AK-69, DaboyWay, SonaOne и Джо Флиззоу.

## Чарты
| Чарт (2016)                           | Высшая позиция |
| ------------------------------------- | -------------- |
| Канада (Billboard Canadian Hot 100)   | 46             |
| Франция (SNEP)                        | 85             |
| Великобритания (OCC UK Singles)       | 157            |
| США (Billboard Hot 100)               | 27             |
| США (Billboard Hot R&B/Hip-Hop Songs) | 9              |
| США (Billboard Rhythmic)              | 4              |

| Чарт (2016)                          | Позиция |
| ------------------------------------ | ------- |
| US Billboard Hot 100                 | 87      |
| US Hot R&B/Hip-Hop Songs (Billboard) | 30      |
| US Rhythmic (Billboard)              | 25      |

## Сертификации
| Регион                                                                      | Сертификация  | Продажи   |
| --------------------------------------------------------------------------- | ------------- | --------- |
| Дания (IFPI Danmark)                                                        | Золотой       | 45 000    |
| Франция (SNEP)                                                              | Платиновый    | 133 333   |
| Италия (FIMI)                                                               | Золотой       | 25 000    |
| Новая Зеландия (RMNZ)                                                       | Платиновый    | 30 000    |
| Великобритания (BPI)                                                        | Золотой       | 400 000   |
| США (RIAA)                                                                  | 3× Платиновый | 3 000 000 |
| Данные о продажах + прослушиваниях приведены только на основе сертификации. |               |           |

## История релиза
| Регион | Дата            | Формат              | Версия         | Лейбл           | Примечания |
| ------ | --------------- | ------------------- | -------------- | --------------- | ---------- |
| США    | 2 марта 2016    | Цифровое скачивание | Original       | Terror Squad E1 | [ 3 ]      |
| Разные | 27 мая 2016     | Цифровое скачивание | Ремикс         | Terror Squad E1 | [ 4 ]      |
| Разные | 3 июня 2016     | Цифровое скачивание | EDM Remix      | Terror Squad E1 | [ 5 ]      |
| Разные | 24 июня 2016    | Цифровое скачивание | Westside Remix | Terror Squad E1 | [ 6 ]      |
| Разные | 17 августа 2016 | Цифровое скачивание | Asian Remix    | Terror Squad E1 | [ 7 ]      |